# Народная скупщина Республики Сербия
Народная скупщина Республики Сербии (серб. Народна скупштина Републике Србије) — однопалатный парламент, высший законодательный и конституционный орган в Сербии. Состоит из 250 депутатов (народни посланици), которые по конституции избираются свободным и тайным голосованием на 4 года.

## Парламент десятого созыва
- Коалиция Прогрессивной партии (131)
  - Сербская прогрессивная партия (96) — во фракции 102
  - Социал-демократическая партия Сербии (10) — во фракции 10
  - Партия объединенных пенсионеров (9) — во фракции 9
  - Новая Сербия (6) — во фракции 5
  - Сербское движение обновления (3)
  - Движение социалистов (3) — во фракции 5
  - Движение за твердую Сербию (2)
  - Независимая демократическая партия Сербии (2)
  - Сербская национальная партия (1)
- Коалиция социалистов (29)
  - Социалистическая партия Сербии (21) — во фракции 22
  - Единая Сербия (6) — во фракции 6
  - Зелёные Сербии (2)
  - Коммунистическая партия Сербии (1)
- Сербская радикальная партия (22) — во фракции 22
- Коалиция Демократической партии (16) — во фракции 15
  - Демократическая партия (13)
  - Новая Партия (1)
  - Реформистская партия Сербии (1)
  - Вместе за Сербию (1)
- партия Хорошенького понемножку (16) — во фракции 22
- коалиция СДП-ЛДП-ЛСВ (13)
  - Социал-демократическая партия Сербии (5) — во фракции 5
  - Либерал-демократическая партия Сербии (4) — во фракции 4
  - Лига социал-демократов Воеводины (4) — во фракции 5
- Коалиция ДПС-Двери (13)
  - Двери (7) — во фракции 7
  - Демократическая партия Сербии (6)
- Национальные меньшинства (10)
  - Альянс венгров Воеводины (4) — во фракции 5
  - Боснякский демократический союз (2)
  - Партия демократического действия Санджака (2) (босняки) (в ЛДП)
  - Партия демократического действия (1) (албанцы) (в АВМ)
  - Зелёная партия (1) (словаки) (в ЛСДВ)

## Парламент девятого созыва
Выборы прошли 16 марта 2014 года. На этих выборах избирательные списки набрали следующее количество мандатов:
| Избирательный список                      | Число мандатов |
| ----------------------------------------- | -------------- |
| Мы верим в Будущее (СПП—СДПС—НС—СДО—СО)   | 158            |
| (СПС—ПОПС—ЕС)                             | 44             |
| ДС — Нова — ДСХВ — УУС — БС               | 19             |
| НДС — ЛСВ — ЗЗС — ВМДК — ЗЗВ — ДЛР        | 18             |
| Альянс воеводинских венгров               | 6              |
| Партия демократического действия Санджака | 3              |
| Партия демократических действий           | 2              |

Во главе правящей коалиции стоит Сербская прогрессивная партия во главе с премьером Сербии Александром Вучичем.

## Парламент восьмого созыва
Выборы прошли 7 мая 2012 года. На этих выборах избирательные списки набрали следующее количество мандатов:
| Избирательный список                                                | Число мандатов |
| ------------------------------------------------------------------- | -------------- |
| Сдвинем Сербию (Сербская прогрессивная партия)                      | 73             |
| Выбор за лучшую жизнь (Демократическая партия)                      | 67             |
| Социалистическая партия Сербии — Партия пенсионеров — Единая Сербия | 44             |
| Демократическая партия Сербии                                       | 21             |
| Поворот (Либерально-демократическая партия)                         | 19             |
| Объединённые регионы Сербии                                         | 16             |
| Партии национальных меньшинств                                      | 10             |

Во главе правящей коалиции стоит Сербская прогрессивная партия во главе с президентом Сербии Томиславом Николичем.

## Руководство
- Председатель
  - Владимир Орлич
- Заместители председателя
  - Сандра Божич (Сербская прогрессивная партия)
  - Снежана Паунович (Социалистическая партия Сербии)
  - Борко Стефанович (Партия свободы и справедливости)
  - Зоран Лутовац (Демократическая партия)
  - Эльвира Ковач (Альянс воеводинских венгров)
  - Усаме Зукорлич (Партия справедливости и примирения)

Бывшие заместители председателя в созыве:
- Весна Ковач (Объединённые регионы Сербии)
- Жарко Корач (Либерал-демократическая партия)
- Ненад Попович (Демократическая партия Сербии Воислава Коштуницы)

## Структура
Комитеты:
- Комитет по общественным и материнским правам и равенству полов (председатель — Мехо Омерович; СПС)
- Комитет по административно-бюджетным и мандатно-иммунитетным вопросам (председатель — Зоран Бабич; СПП)
- Комитет сербской диаспоры (председатель — Горан Богданович; СДПС)
- Комитет по евроинтеграции (председатель — Александр Сенич; СДПС)
- Комитет по охране окружающей среды (председатель — Бранислав Блажич; СПП)
- Комитет по делам здравоохранения и семьи (председатель — Славица Джукич-Деянович; СПС)
- Комитет по безопасности (председатель — Момир Стоянович; СПП)
- Комитет по Косово и Метохии (председатель — Милован Дрецун; СПП)
- Комитет по культуре и информации (председатель — Весна Марьянович; ДС)
- Комитет по образованию, науке, технологическому развитию и информационному обществу (председатель — Александра Еркова; ДС)
- Комитет по обороне и внутренним делам (председатель — Мария Обрадович; СПП)
- Комитет по сельскому и лесному хозяйству и вкладам в турецкие компании (председатель — Мариан Ристичевич; независимый)
- Комитет по правам ребёнка (председатель — Майя Гойкович; независимый)
- Комитет по судопроизводству, государственному управлению и местному самоуправлению (председатель — Петар Петрович; ЕС)
- Комитет по экономике, региональному развитию, торговле, туризму и энергетике (председатель — Александра Томич; СПП)
- Комитет по пространственному планированию, транспорту, инфраструктуре и телекоммуникациям (председатель — Милутин Мрконич; СПС)
- Комитет по труду, социальным вопросам, социальной интеграции и сокращению бедности (председатель — Весна Раконьяц; СПП)
- Комитет по иностранным делам (председатель — Александра Турович; СПП)
- Комитет по конституционным вопросам и законодательству (председатель — Александр Мартинович; СПП)
- Комитет по финансам, республиканскому бюджету и контролю расходования государственных средств (председатель — Арсич Веролюб; независимый)

## История

### От княжества Сербия до Королевства Югославия
Первый закон о Народной Скупщине Сербии был принят 28 октября 1858 года. На основании его была созвана Святоандреевская Народная Скупщина, просуществовавшая с 30 ноября 1858 до 31 января 1859 года в Белграде.

### Коммунистический режим и однопартийная система
В 1944 году власть в Югославии и Сербии взяла Коммунистическая партия Югославии. Сербия стала одной из шести республик нового федеративного государства. С 9 по 12 ноября 1944 года заседала Антифашистская Народно-Освободительная Скупщина Сербии. В ней участвовало 989 депутатов, избранных народом.
В течение 45 лет (1945—1990) скупщина имела следующие названия:
- Народная Скупщина Сербии (1945-1946)
- Народная Скупщина Народной Республики Сербии (1946-1963)
- Скупщина Социалистической Республики Сербии (1963—1990)
- Народная Скупщина Республики Сербии (1990)

### Многопартийная система
Конституцией Сербии от сентября 1990 года было установлено, что сербский парламент однопалатный и состоит из 250 депутатов. Предполагалось, что они будут избираться на свободном тайном голосовании каждые 4 года. Однако только скупщина третьего созыва (1993—1997) проработала полный срок, все выборы кроме четвёртых (1997 год) прошли досрочно.
Первые выборы в новую Скупщину Сербии состоялись в декабре 1990 года. Больше всего голосов набрала Социалистическая партия Сербии (заняла 194 места). Председателем парламента был избран Слободан Ункович, а председателем правительства Сербии — Драгутин Зеленович.

#### 1992
Досрочные парламентские выборы состоялись в декабре 1992 года. Снова больше всего мест заняла Социалистическая партия Сербии, на этот раз 101. Председателем Скупщины был избран Зоран Лилич, а премьером республики стал Никола Шаинович.

#### 1993
На новых досрочных выборах в декабре 1993 года социалисты вновь заняли больше всех депутатских мест — 123. Председателем парламента стал Драган Томич, а премьером Сербии — Мирко Марьянович.

#### 1997
Первые и пока единственные срочные выборы в парламент прошли 21 сентября 1997 года. Коалиция Социалистическая партия Сербии—ЮЛ—Новая демократия получили 110 мандатов. Томич и Марьянович сохранили свои полномочия.

#### После 5 октября 2000 года (отставки Милошевича)
Досрочные выборы в парламент состоялись 23 декабря 2000 года, два месяца спустя после падения десятилетней власти социалистов, закончившейся отставкой Слободана Милошевича.
Демократическая оппозиция Сербии получила 176 депутатских мест. Председателем Скупщины стал Драган Маршичанин, а премьером Сербии — Зоран Джинджич.

#### 2003
Новые досрочные выборы в Скупщину Сербии состоялись в декабре 2003 года. На этот раз больше всего депутатских мест заняла Сербская радикальная партия — 82. Председателем парламента остался Драган Маршичанин (позже его заменил Предраг Маркович), а председателем правительства Сербии избран Воислав Коштуница.
Скупщина в течение 2005 года приняла больше всего законов в истории сербского парламентаризма — около 200. Кроме того, принято несколько государственных документов о статусе Косова и Метохии.

#### 2007
На досрочных выборах в январе 2007, больше всего мандатов вновь получила Сербская радикальная партия. Первое заседание скупщины созыва прошло 14 февраля. 8 мая Томислав Николич был избран председателем скупщины, однако позже был снят с этой должности. 15 мая было избрано новое правительство во главе с Воиславом Коштуницей.

#### 2012
7 мая 2012 года на новых парламентских выборах победила коалиция «Сдвинем Сербию», во главе с Томиславом Николичем, набравшая 24,01 % голосов. Вскоре на президентских выборах Николич был избран главой Сербии.

#### 2014
Досрочные парламентские выборы в Сербии состоялись 16 марта 2014 года. Первоначально они должны были пройти в 2016 году, однако в январе 2014 года крупнейшая партия правящей коалиции Сербская прогрессивная партия призвала к проведению досрочных выборов. Предполагалось, что премьер-министр страны Ивица Дачич выступит против этого, однако 27 января Дачич поддержал предложение. 29 января 2014 года президент Сербии Томислав Николич распустил Народную скупщину и назначил новые выборы.
Победу одержала Сербская прогрессивная партия возглавляемая первым вице-премьером Сербии Александром Вучичем со 158 мандатами.

#### 2016
Досрочные парламентские выборы в Сербии состоялись 24 апреля 2016 года. Первоначально они должны были пройти в 2018 году, однако 17 января 2016 года премьер-министр Сербии Александр Вучич призвал к проведению досрочных выборов, объяснив это тем, что стране необходимы 4 стабильных года для завершения переговоров о вступлении Сербии в ЕС. 4 марта 2016 года президент Сербии Томислав Николич распустил Народную скупщину и назначил досрочные выборы.
Победу одержала коалиция «Сербия побеждает», возглавляемая действующим премьер-министром Сербии Александром Вучичем, который после объявления результатов выборов заявил, что избиратели продемонстрировали поддержку реформам, проводимым правительством, и европейской интеграции Сербии.
Наблюдатели от БДИПЧ ОБСЕ и ПАСЕ опубликовали совместное заявление, в котором отметили соблюдение основных прав и свобод во время избирательной кампании. По мнению наблюдателей, избирательная администрация эффективно выполняла свои обязанности и в целом пользовалась доверием участников избирательного процесса, кандидаты могли свободно осуществлять свою агитационную кампанию, а избирательные процедуры в день выборов проводились в соответствии с законодательством. Однако правящие «Сербская прогрессивная партия» и в меньшей степени «Социалистическая партия Сербии» неправомерно использовали официальные государственные мероприятия в целях своей избирательной кампании, не отделяя государственную деятельность от партийной деятельности. Обеспокоенность наблюдателей вызвали и многочисленные сообщения о попытках давления правящих партий на избирателей, в частности лиц, занятых в государственном секторе.

#### 2020
Очередные парламентские выборы в Сербии состоялись 21 июня 2020 года. Первоначально они должны были пройти 26 апреля 2020 года, однако были перенесены из-за чрезвычайного положения связанного с пандемией COVID-19.
В период перед выборами состоялся межпартийный диалог при посредничестве Европейского парламента и были внесены определённые изменения в избирательное законодательство. Многочисленные парламентские и непарламентские политические партии бойкотировали выборы, в том числе крупнейшая оппозиционная коалиция «Альянс за Сербию», которая заявила, что не были созданы условия для свободных и справедливых выборов. Это привело к самой низкой явке избирателей с момента создания многопартийной системы в 1990 году. Коалиция, возглавляемая Сербской прогрессивной партией, выиграла одни из крупнейших парламентских выборов в Европе.
Организации по наблюдению за выборами заявили, что выборы были проведены эффективно в соответствии с минимальными демократическими стандартами, но отметили некоторые нарушения, которые повлияли на явку избирателей и результаты. ОБСЕ сообщило, что многие предыдущие рекомендации БДИПЧ не были приняты, в то же время критикуя отсутствие свободы в средствах массовой информации.

## Здание
Здание Скупщины расположено в центре Белграда на площади Николы Пашича, изображено на банкноте в 5000 динаров. Парламент Сербии разместился в этом здании 23 июля 2006 после отделения Черногории. До этого там размещался парламент Союза Сербии и Черногории, а ещё раньше до 1992 года — Союзная скупщина Югославии.
Строительство здания началось в 1907 году, первый камень заложил сербский король Пётр I Карагеоргиевич. Здание строилось по плану Константина Йовановича 1891 года, с изменениями Йована Илкича в 1901 году. Воспрепятствовали завершению строительства Балканские войны и Первая мировая война, а также дефицит денег. Во время Первой мировой войны в 1917 г. умер в плену Й. Илкич, а в 1920 году продолжение строительства поручено сыну Йована Илкича — Павелу. Интерьер был создан русским белым эмигрантом Николаем Красновым. Строительство здания завершено в 1936 году. Скульптура Томы Росандича «Игра с вороными конями» появилась перед зданием в 1939 году.